# Urgleptes hummelincki
Urgleptes hummelincki es una especie de escarabajo longicornio del género Urgleptes, tribu Acanthocinini, subfamilia Lamiinae. Fue descrita científicamente por Gilmour en 1968.
La especie se mantiene activa durante el mes de noviembre.

## Descripción
Mide 4,2 milímetros de longitud.

## Distribución
Se distribuye por Aruba.